# Alaid Island
Alaid Island ist die nordwestlichste Insel der Semichi Islands, einer Untergruppe der Near Islands im äußersten Westen der Alëuten in Alaska. Die höchste Erhebung der Insel ist mit 204 m zugleich der höchstgelegene Punkt der Semichi Islands. Auf der Insel gibt es auch eine Wetter-Messstation.
Auf Alaid Island und der benachbarten Nizki Island brüten etwa 1000 Paare der Aleuten-Kanadagans (Branta hutchinsii leucopareia), einer Subspezies der Zwergkanadagans.

## Klima
Die durchschnittliche Jahrestemperatur liegt bei 7,8 °C. Die monatlichen Durchschnittstemperaturen mit −0,2 °C im Januar und 10,0 °C im August schwanken wenig; im Mittel sind nur 12 Tage im Jahr über 10 °C und nur 20 Tage im Jahr unter −3 °C. Im Mittel beträgt die jährliche Niederschlagsmenge 77 cm und es fallen 185 cm Schnee; neben 91 Tagen 
mit Schneefall gibt es im Mittel 224 Regentage.